# SENA (estación)

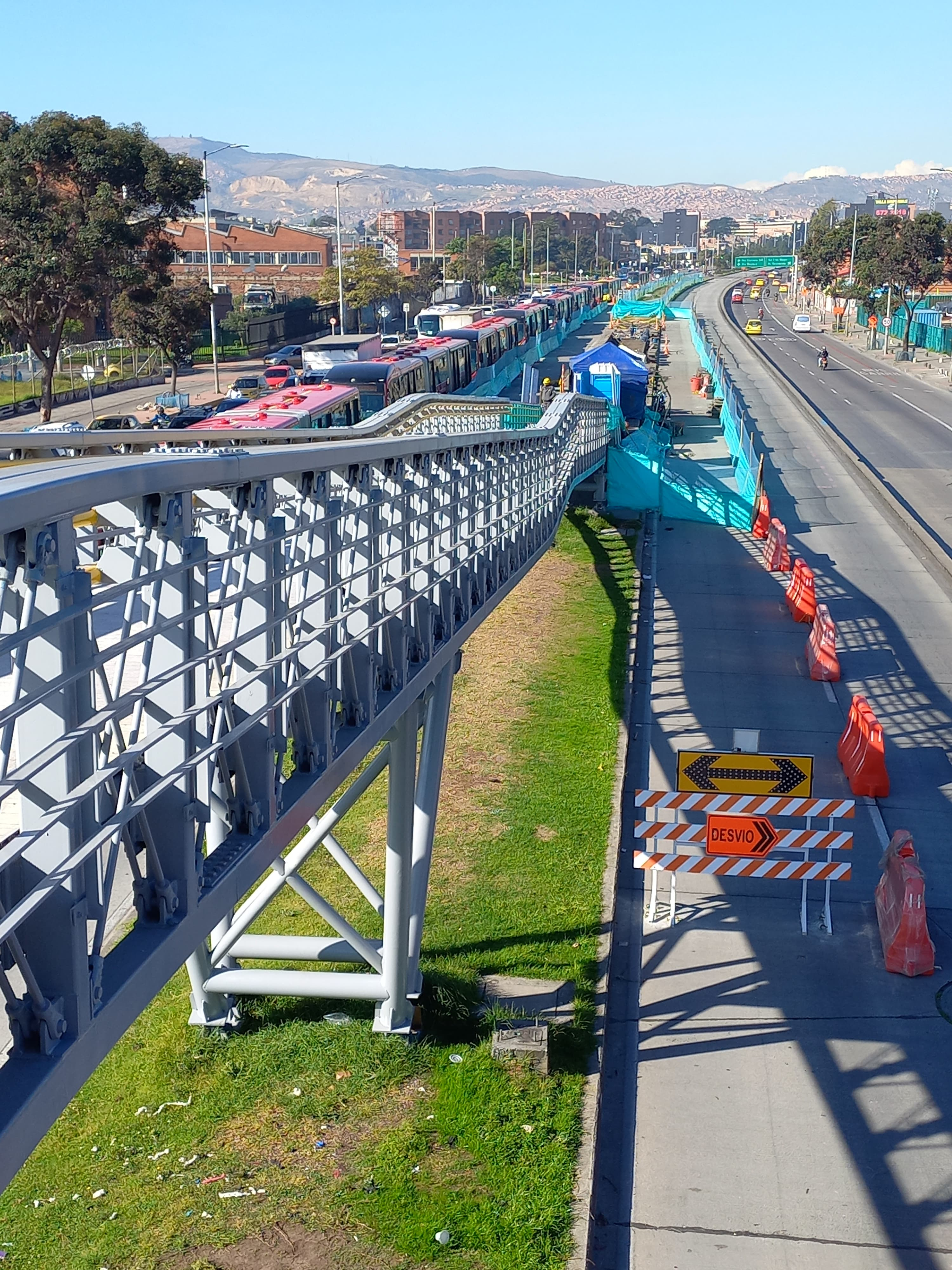
Desmonte de la estación de TransMilenio SENA, diciembre de 2023.

La estación sencilla SENA, hizo parte del sistema de transporte masivo de Bogotá llamado TransMilenio inaugurado en el año 2000. Estuvo en funcionamiento hasta el 10 de noviembre de 2023, fecha en la que fue cerrada para llevar a cabo su demolición completa para iniciar las labores de construcción de una nueva estación, la cual estará integrada con la Estación 9 de la línea 1 del Metro de Bogotá.

## Ubicación
La estación estará ubicada en el sector centro-sur de la ciudad, más específicamente sobre la Autopista Sur entre la calle 17A Sur y la diagonal 16 Sur. Se accederá a ella a través de un puente peatonal que conectará con los edificios de acceso de la estación del metro que se ubicarán en los dos costados de la Autopista Sur.
Atenderá la demanda de los barrios La Fragua, San Jorge Central, El Remanso, Santa Matilde, Ciudad Montes y sus alrededores.
En las cercanías están la sede sur del SENA, el gimnasio Bodytech La Sultana, la Universidad Nacional Abierta y a Distancia, el supermercado Megatiendas Ciudad Montes, los parques La Fragua y Ciudad Montes, y la Institución Educativa Distrital Marco Antonio Carreño Silva.

## Origen del nombre
La estación recibe su nombre del complejo del SENA ubicado en el costado oriental. Es uno de los grandes centros de educación superior en el sur de la ciudad.

## Historia
En el año 2005, al ser puesta en funcionamiento la segunda troncal de la fase 2 del sistema, la troncal NQS, entró en servicio esta estación.

### Cierre temporal
El 11 de noviembre de 2023, se hizo el cierre total de la estación debido a las obras de construcción de la primera línea del metro de Bogotá, la estación, fue demolida en su totalidad. El desarrollo del proyecto del metro contempla la construcción de una plataforma de abordaje en el mismo sitio donde se ubica la estación de TransMilenio, la cual se caracterizará por contar con acceso a través de tres edificios laterales ubicados en cada uno de los costados de la Autopista Sur: dos en el costado oriental y el principal en el costado occidental. Además, se construirá un sistema de conexión que permitirá la transición entre la estación reconstruida de TransMilenio y la nueva estación del metro.

## Servicios de la estación

### Servicios troncales
| Tipo                                | Rutas al Norte | Rutas al Occidente | Rutas al Sur |
| ----------------------------------- | -------------- | ------------------ | ------------ |
| Ruta fácil                          | 4              |                    | 4            |
| Expresos todos los días todo el día | D22            | K43                | G22 G43      |

### Esquema
|                           |         |        | Edificio acceso oriente |               |                 |
| ← Norte                   | ← Norte | Puente | ← Norte                 | ← Norte       | ← Norte         |
| sin servicios             |         | Puente |                         | sin servicios | Av. 1.º de Mayo |
| Vagón 2                   |         | Puente |                         | Vagón 1       | En construcción |
| sin servicios             |         | Puente |                         | sin servicios | Av. 1.º de Mayo |
| Sur →                     | Sur →   | Puente | Sur →                   | Sur →         | Sur →           |
| Edificio acceso occidente |         |        |                         |               |                 |

### Servicios urbanos
Así mismo funcionan las siguientes rutas urbanas del SITP en los costados externos a la estación, circulando por los carriles de tráfico mixto sobre la Avenida NQS, con posibilidad de trasbordo usando la tarjeta TuLlave:
| Código | Sector               | Dirección                 | Rutas             |
| ------ | -------------------- | ------------------------- | ----------------- |
| 325A10 | H Estación Sena      | Autopista Sur - CL 12 Sur | A643 T26 T163     |
| 582A08 | G C.C. Ciudad Montes | Autopista Sur - CL 11 Sur | G536H643 T26 T163 |
| 450A10 | H Parque La Fragua   | AK 30 - CL 15 Sur         | A605              |
| 451A10 | H Bodytech Autosur   | AK 30 - CL 15 Sur         | H605              |

## Ubicación geográfica
| Noroeste: Puente Aranda      | Norte: Antonio Nariño | Nordeste: G Santa Isabel          |
| Oeste: Puente Aranda         |                       | Este: H Nariño H Fucha H Restrepo |
| Suroeste: G NQS Calle 30 Sur | Sur: Antonio Nariño   | Sureste: Antonio Nariño           |